# Pol (Lugo)
Pour les articles homonymes, voir Pol.
Pol est une commune de la province de Lugo en Espagne située dans la communauté autonome de Galice.